# Obeliscul Cahul
Obeliscul Cahul (Rumeanțev) (în rusă Кагульский обелиск, transliterat: Kagulskii obelisk) este un monument din Parcul Ecaterina din Țarskoe Selo. Ridicat în cinstea victoriei trupelor ruse sub comanda contelui Piotr Rumeanțev-Zadunaiski asupra turcilor în Bătălia de la Cahul (din 1 august 1770), în timpul Războiului Ruso-Turc din 1768–1774. Este un obelisc simplu din marmură gri-și-roșu închis cu o placă de bronz care conține o inscripție comemorativă. A fost construit lângă Palatul Ecaterina, după proiectul arhitectului italian Antonio Rinaldi în 1771–1772.
Monumentul este unul dintre numeroasele memoriale militare din Parcul Ecaterina, care au apărut aici în anii 1770 și sunt asociate cu Războiul Ruso-Turc, acestea formează Centrul Istoric din Sankt Petersburg și grupurile conexe de monumente. Este un obiect al moștenirii culturale a Rusiei, de importanță federală, în categoria monumentelor de urbanism și arhitectură.

## Istorie
La 1 august 1770, în timpul războiului ruso-turc din 1768-1774, a avut loc Bătălia de la Cahul, în care armata rusă a contelui Piotr Rumeanțev-Zadunaiski a învins forțele net superioare ale turcilor. În 1771-1772, un obelisc a fost ridicat în Parcul Ecaterina din Țarskoe Selo în onoarea acestui triumf militar. Mult mai târziu, în secolul al XIX-lea, pe câmpul de luptă însuși (în sudul R. Moldova moderne a fost ridicat un alt monument al bătăliei). Un alt obelisc în memoria meritelor militare ale lui Rumeanțev a fost ridicat ulterior la Sankt Petersburg - acesta este obeliscul Rumeanțev, care se află acum în Piața Rumeanțevskaia.

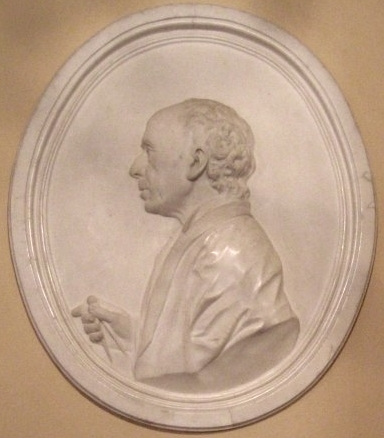
Portretul lui Antonio Rinaldi (1710-1794), arhitect italian. Basorelief de pe Poarta Rinaldi a Marelui Palat Gatcina

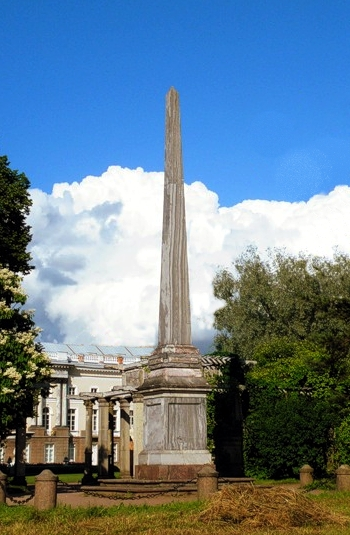
Obeliscul Cahul. În fundal - aripa Zubovski

Autorul proiectului monumentului din Țarskoe Selo a fost, după cum se crede, arhitectul italian Antonio Rinaldi, Obeliscul a fost realizat în biroul clădirii Catedralei Sf. Isaac și așezat în decembrie 1771. Înălțimea sa totală, împreună cu piedestalul, era de 5 brațe.
Monumentul a apărut în Parcul Ecaterina într-o perioadă în care, prin eforturile arhitectului Vasili Ivanovici Neiolov și a maestrului grădinii I. Buș s-a creat partea peisagistică și s-a hotărât să se lase neschimbată panta blândă a dealului de la sud de Palatul Ecaterina. Astfel monumentul a ajuns în centrul unei lunci largi și verzi care se ridică de-a lungul pantei dealului. Această poiană, amenajată în 1771, s-a numit cea Mare și se întindea pe o distanță de peste 200 de metri, cu poteci pe lateral. I. F. Iakovkin scria în 1830 în ghidul său despre Țarskoe Selo că era interzisă apropierea de obelisc, stând în mijlocul pajiștii, „pentru a nu călca gazonul”.
Intrarea principală în palat în momentul instalării monumentului era situată chiar pe latura de sud, deoarece tocmai în această parte a palatului până în 1780 se găsea Scara Principală. Amplasat nu departe de intrare, obeliscul Cahul a căpătat prin urmare o semnificație deosebită printre alte obiecte simbolice ale reședinței imperiale. În 1779-1785, după transferul Scării Principale la mijlocul clădirii, așa-numita clădire Zubovski (numită după favoritul Ecaterinei a II-a Platon A. Zubov) a fost atașată la Palatul Ecaterinei dinspre sud. Astfel, din acel moment, monumentul a fost amplasat în acea zonă a parcului care era direct adiacentă camerelor private ale Ecaterinei, situate la etajul doi al aripii Zubovski. De la ferestrele clădirii se vedeau clar atât obeliscul Cahul, cât și Iazurile Superioare aflate dincolo de Lunca Mare, legând canalele lor cu un canal întortocheat. A fost creată astfel iluzia unui râu care curge natural, care poate fi o referire la râul Cahul din Moldova. Această priveliște din a doua jumătate a secolului al XVIII-lea a fost una dintre cele mai spectaculoase perspective ale părții peisagistice a parcului.
În anii 1770, la Țarskoe Selo a apărut un întreg grup de obiecte memoriale legate de evenimentele războiului ruso-turc din 1768-1774, dintre care multe, cu diferite grade de certitudine, sunt atribuite de cercetători lui A. Rinaldi. Lângă obeliscul Kahul, se găsește coloana Çeșme, ridicată în cinstea victoriei asupra flotei turcești în bătălia de la Çeșme; coloana Moreea - un monument în memoria operațiunilor militare din peninsula Morea; coloana Crimeei - un monument în memoria cuceririi Crimeei în timpul războiului și a anexării ulterioare a peninsulei la Imperiul Rus; Turnul Ruinelor al arhitectului Iuri M. Felten, construit după primele victorii asupra turcilor la începutul războiului; Cascada Roșie de pe Iazurile Superioare (autori - V. I. Neilov și inginerul I. V. Gerard); Chioșcul Turcesc pierdut, construit după proiectul lui I. V. Neilov pe o insulă din mijlocul Iazurilor Superioare în cinstea succeselor diplomatice ale prințului N. V. Repnin în Imperiul Otoman.
Toate aceste obiecte, conform criticului de artă A. N. Petrov, constituiau un fel de „Complex Turcesc” de structuri în parc. Împărăteasa Ecaterina i-a scris lui Voltaire în august 1771 despre complex și despre obeliscul Cahul în special: 
«Când acest război (turc) va continua, grădina mea din Țarskoe Selo va arăta ca o jucărie - după fiecare faptă militară glorioasă, în ea va fi ridicat un monument decent. Bătălia de la Cahul, în care 17 mii de soldați au bătut 150 de mii, a reînviat „Obeliscul” cu o inscripție care indică doar incidentul și numele comandantului.» 
Obeliscul Cahul mai este numit și obeliscul Rumeanțev, în cinstea lui P. A. Rumeanțev, comandantul trupelor rusești în luptă. O copie a obeliscului Cahul, realizată la Sankt Petersburg din ordinul Ecaterinei a II-a, i-a fost prezentat contelui P. B. Șeremetev, care a primit-o pe împărăteasa la Moscova în 1785, cu ocazia sărbătorii a zece ani de la Tratatului de la Kuciuk-Kainargi din 1774, care a pus capăt războiului cu turcii. Acest obelisc a fost un cadou pentru sfârșitul mandatului contelui de conducător al nobilimii din Gubernia Moscovei și a fost amplasat pe moșia sa Kuskovo de lângă Moscova în 1786..

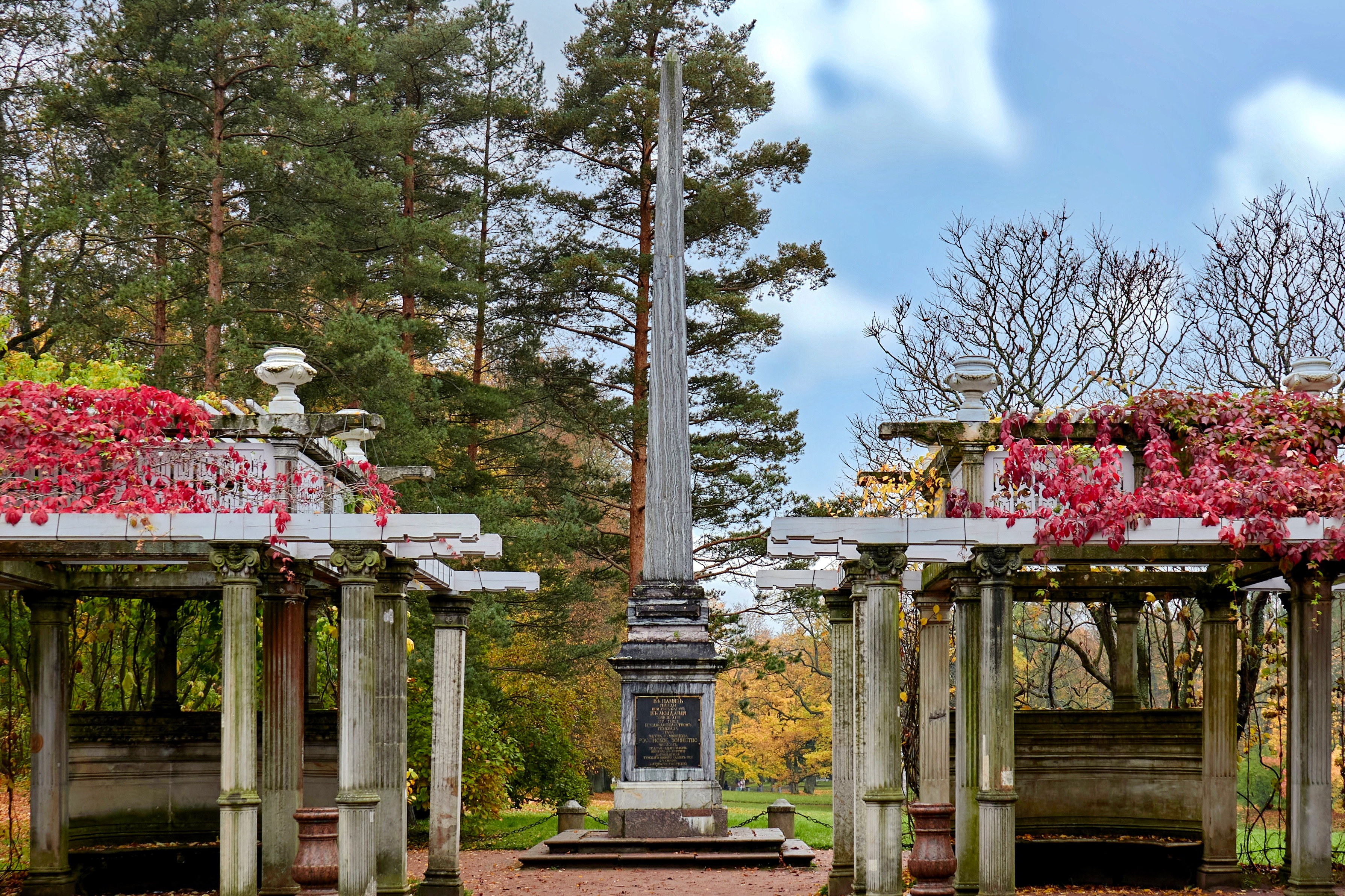
Obeliscul Cahul si pergola din gresie

În 1855, s-a decis intezicerea accesului publicului în partea din Lunca Mare care este adiacentă Palatului Ecaterina. În anul următor, lunca a fost împrejmuită cu un gard mic din fontă cu trei porți proiectate de A. F. Vidov, a apărut așa-numita Grădină Proprie, destinată membrilor familiei regale și persoanelor apropiate acesteia - în clădirea Zubovski, care dădea spre grădină, în acel moment erau amplasate camerele personale ale împăratului Alexandru al II-lea și ale împărătesei Maria Alexandrovna (de Hessa). În 1865, Vidov, din ordinul împăratului, a elaborat planul acestei grădini. În cursul implementării sale, în 1866, aici a fost construită o verandă deschisă „în stil italian” care înconjoară grădina - o pergolă din gresie de Bremen. Aceasta a blocat vederea dinspre palat spre obeliscul Cahul și pajiștea verde din spatele lui și a împărțit vizual Lunca Mare în două părți. Astfel, rolul obeliscului de dominantă locală a parcului din fața clădirii Zubovski a fost minimalizat, astfel s-a pierdut una dintre cele mai bune perspective ale parcului peisagistic din Țarskoie Selo.
După Marele Război Patriotic, obeliscul Cahul, împreună cu Coloana Moreea, a fost unul dintre primele dintre obiectele Parcului Ecaterina care au fost restaurate. Restaurarea sa a fost finalizată în 1949, cu ocazia împlinirii a 150 de ani de la nașterea lui A. S. Pușkin. În 2001, Guvernul Federației Ruse a inclus monumentul în lista obiectelor de patrimoniu istoric și cultural de importanță federală.